# Bad Meets Evil
Bad Meets Evil – amerykański duet hip-hopowy pochodzący z Detroit, w którego skład wchodzą Royce da 5’9” i Eminem. Duet najlepiej znany jest z utworu „Bad Meets Evil” który pojawił się na albumie Eminema The Slim Shady LP w 1999 roku i ich wcześniejszej współpracy z Dr. Dre i jego wytwórnią Aftermath Entertainment.
Dwójka Bad Meets Evil nagrała wiele piosenek dobrze przyjętych w podziemiu, w tym popularny utwór „Renegade”, który później został użyty na albumie The Blueprint Jaya-Z, ze zwrotkami Royce’a zamienionymi na te Jaya-Z. Razem nagrali też wiele freestyle'i, w tym 12-minutową bitwę. Materiały filmowe z koncertu Bad Meets Evil we wrześniu 1998 roku w Bostonie w Lyricist Lounge przeciekły do internetu.
Bad Meets Evil zawiesili działalność w 2000 roku po tym, jak Royce da 5’9” pokłócił się z grupą Eminema, D12. W 2011 roku duet powrócił i wydał minialbum Hell: The Sequel 14 czerwca 2011 roku.

## Kariera muzyczna

### 1997-2000: Początki, pierwszy singiel
Royce da 5’9” i Eminem dorastali w Detroit, obaj byli znajomymi Proofa. Ich zgranie zachęciło ich 
do utworzenia grupy w której Royce jest „Bad” a Eminem „Evil”. Nagrali i wydali kilka utworów razem. Eminem podpisał solowy kontrakt z wytwórnią Dr. Dre, Aftermath Records. Na jego debiutanckim albumie dla dużej wytwórni, The Slim Shady LP pojawił się Royce w utworze „Bad Meets Evil”.
Podczas pracy nad albumem Dr. Dre 2001, Eminem wprowadził Royce’a do wytwórni Dre i zapewnił mu pozycję ghostwritera na płycie. Royce napisał i pojawił się na pierwszej i oryginalnej wersji „Xxplosive” (zatytułowaej „Way I Be Pimping”), napisał także „The Message”. Royce napisał kilka utworów takich jak „The Throne Is Mine” i „Stay In Your Place”, które zostały wycięte z ostatecznej listy utworów na albumie. Wyciekły później na kilku mixtape'ach, w tym Pretox. Menedżer Royce’a ujawnił, że Royce był zaangażowany w pisanie dla Dr. Dre. Menedżer powiedział również, że „Eminem będzie siedzieć u Dr. Dre jak uczeń w studio”. Dr. Dre zdenerwowany tym faktem, poprosił Royce’a o zerwanie jego kontaktów z menedżerem. Royce odmówił zwolnienia menedżera i jego związek z Dr. Dre został zakończony, w wyniku czego Bad Meets Evil zawiesiło działalność.

### 2000-2010: Zawieszenie
W późniejszym okresie pojawił się konflikt pomiędzy Royce da 5’9” a jego i Eminema znajomymi z dzieciństwa – grupą D12, co spowodowało osłabienie więzi Eminema i Royce’a. Od tego czasu dwójka nie pracowała ze sobą. Royce da 5’9” wydał kilka utworów dissujących grupę D12 (z wyjątkiem Eminema). D12 (oprócz Eminema) wydali kilka utworów dissujących Royce da 5’9” i jego MIC Records Camp. Beef trwał do 2005 roku, a w 2008 został oficjalnie zakończony.
Royce i Eminem pogodzili się wkrótce po śmierci ich wspólnego przyjaciela, rapera Proofa w 2006 roku. Przed śmiercią Proof próbował naprawić relacje między D12 i Royce’em. W 2008 roku Royce i D12 ogłosili koniec beefu pomiędzy nimi a Royce pojawił się na mixtape'ach D12 Return Of The Dozen Vol. 1 w 2008 roku oraz Return Of The Dozen Vol. 2  w 2011 roku. Wystąpił również na mixtape'ach i albumach raperów z D12, Kunivy i Bizarre'a. W 2007 Royce mówił w wywiadach, że on i Eminem zakończyli spór, i rozmawiali telefonicznie.

### 2010–2011: Powrót orazHell: The Sequel
W 2010 roku ogłoszono, że Eminem jest w trakcie zakontraktowania Slaughterhouse, supergrupy hiphopowej której Royce jest członkiem. Grupa wraz z Royce’em pojawiła się na dodatkowym utworze z albumu Eminema Recovery, zatytułowanym „Session One”. Umowa została sfinalizowana w 2011 roku. Dwójka Eminem – Royce da 5’9” ponownie zaczęła rapować razem czego efektem były dwa utwory, „Living Proof” i „Echo”, które wyciekły do internetu. Później pojawił się kolejny utwór, tym razem z nowym zespołem Shady Records, Slaughterhouse i Yelawolfem zatytułowany „2.0 Boys”. Ostatnia piosenka zatytułowana „Fast Lane” wyciekła do internetu, i jest pierwszym singlem z minialbumu duetu Bad Meets Evil – Hell: The Sequel. EP został wydany w Interscope Records 14 czerwca 2011 roku. „Fast Lane” stał się ich pierwszym singlem w Top 40 jako duetu.
Eminem: „Royce i ja zaczęliśmy wychodzić ponownie, i nieuchronnie doprowadziło nas to z powrotem do studia. Na początku chcieliśmy po prostu zobaczyć gdzie to nas doprowadzi bez żadnych realnych celów na uwadze, ale piosenki zaczęły być coraz bardziej szalone, więc nadchodzimy”
Royce da 5’9”: „Cieszę się z tego projektu, ze ujrzy światło dzienne, również ze względu na długi upływ czasu między tym jak pracowaliśmy kiedyś i teraz. Dostaliśmy zastrzyk energii robiąc to, i mamy nadzieję że spodoba się to każdemu, podczas gdy pracujemy nad albumem Slaughterhouse”

## Dyskografia

### Minialbumy
- 2011: Hell: The Sequel

### Single
| Rok                            | Tytuł                            | Pozycja na liście | Pozycja na liście | Pozycja na liście | Pozycja na liście | Pozycja na liście | Pozycja na liście | Pozycja na liście | Album            |
| Rok                            | Tytuł                            | US                | US Rap            | AUS               | CAN               | IRL               | NZ                | UK                | Album            |
| ------------------------------ | -------------------------------- | ----------------- | ----------------- | ----------------- | ----------------- | ----------------- | ----------------- | ----------------- | ---------------- |
| 1999                           | „Nuttin' to Do / Scary Movies”   | –                 | 32                | –                 | –                 | –                 | –                 | 63                | -                |
| 2011                           | „Fast Lane”                      | 32                | –                 | 57                | 50                | –                 | 35                | 66                | Hell: The Sequel |
| 2011                           | „Lighters”(featuring Bruno Mars) | 16                | –                 | 30                | 15                | 29                | 2                 | 30                | Hell: The Sequel |
| „–” pozycja nie była notowana. |                                  |                   |                   |                   |                   |                   |                   |                   |                  |

### Teledyski
2011: „Fast Lane”

2011: „Lighters”

## Utwory nagrane razem oraz wspólne występy
| Utwór            | Album                     | Wykonawca                         | Gościnnie      | Producent                   | Rok  |
| ---------------- | ------------------------- | --------------------------------- | -------------- | --------------------------- | ---- |
| „Bad Meets Evil” | The Slim Shady LP         | Eminem                            | Royce da 5’9”  | Bass Brothers & Eminem      | 1999 |
| „She's the One”  |                           | Bad Meets Evil                    |                | The Neptunes                | 2000 |
| „What the Beat”  | The Professional 2        | DJ Clue?                          | Method Man     | DJ Clue? & Duro             | 2001 |
| „Renegade”       |                           | Bad Meets Evil                    |                | Eminem                      | 2001 |
| „Rock City”      | Rock City (Version 2.0)   | Royce da 5’9”                     |                | Red Spyda                   | 2002 |
| „Session One”    | Recovery (Deluxe Edition) | Eminem                            | Slaughterhouse | Just Blaze                  | 2010 |
| „2.0 Boys”       |                           | Eminem, Slaughterhouse & Yelawolf |                | WillPower, KP & Eminem      | 2011 |
| „Writer's Block” | Success is Certain        | Royce da 5’9”                     |                | StreetRunner & Sarom Soundz | 2011 |